# تل ليكابيتوس

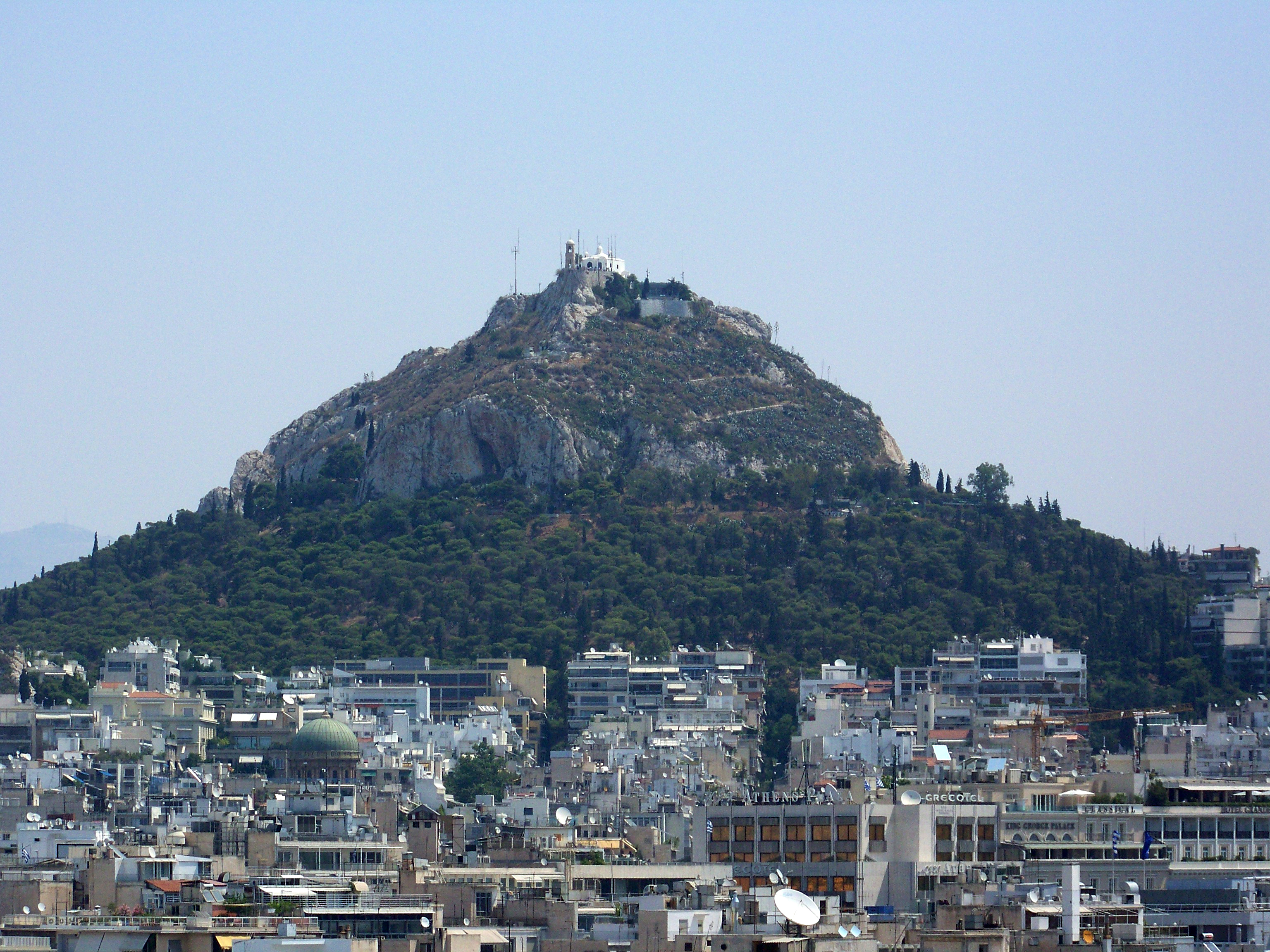
تل ليكابيتوس

تل ليكابيتوس(باليونانية: Λυκαβηττός)‏ هو أعلى التلال الموجودة في أثينا، اليونان؛ إذ يبلغ ارتفاعه 270م فوق مستوى سطح البحر. تتواجد أشجار اللوز والصنوبر في سفح التل بينما يوجد على قمته كنيسة القديس جورج ومسرح ليكابيتوس.

## وصلات خارجية
- Lycabettus Hill